# Жълтозелен лорикет
Жълтозеленият лорикет (Trichoglossus flavoviridis) е вид птица от семейство Папагалови (Psittaculidae).

## Разпространение
Видът е разпространен в Индонезия.